# لوزی‌ماهی اطلس
لوزی‌ماهی اطلس (نام علمی: Hippoglossus hippoglossus) نام یک گونه از سرده زبان‌اسبی است.